# Saint-Joseph, Loire
Saint-Joseph är en kommun i departementet Loire i regionen Auvergne-Rhône-Alpes i centrala Frankrike. Kommunen ligger i kantonen Rive-de-Gier som tillhör arrondissementet Saint-Étienne. År 2022 hade Saint-Joseph 1 978 invånare.

## Befolkningsutveckling
Antalet invånare i kommunen Saint-Joseph
| Referens: INSEE |